# ペーター・フェーセ
ペーター・フェーセ（Peter Fehse、1983年5月18日 - ）は、ドイツのプロバスケットボール選手。ドイツ男子プロバスケットボールリーグ3部プロBのSGブラウンシュヴァイクに所属している。東ドイツハレ県(現・ザクセン＝アンハルト州)ハレ/ザーレ出身。ポジションはパワーフォワード。211cm、100kg。